# Marek Matczyński
Marek Matczyński herbu Jastrzębiec (ur. 1631, zm. 10 lutego 1697) – senator Rzeczypospolitej Obojga Narodów, zaufany sługa i osobisty przyjaciel króla Jana III Sobieskiego.
Dziedzic Waręża, od 1658 chorąży husarski, od 1661 miecznik podolski, od 1663 starosta grodowy grabowiecki, rotmistrz królewski, w 1669 elektor z województwa bełskiego, a w 1674 z województwa ruskiego od 1676 koniuszy wielki koronny, od 1689 podskarbi wielki koronny, od 1692 wojewoda ruski, starosta bracławski, hrubieszowski, grójecki i piaseczyński, starosta bełski w latach 1689-1697, marszałek dworu królewskiego i generał ziem ruskich.

## Życiorys

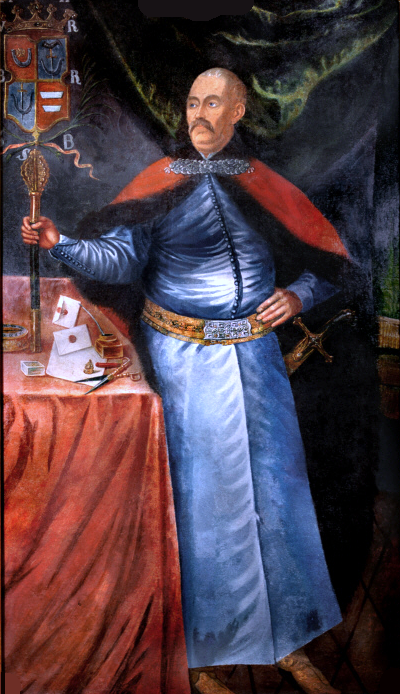
Marek Matczyński w wieku 62 lat

W młodości służył prawdopodobnie jako chorąży w pułku króla Jana Kazimierza. Uczestniczył w bitwie pod Zborowem w sierpniu 1649 roku, następnie walczył przeciw Kozakom, Rosjanom i Szwedom. Od czasu rokoszu Jerzego Lubomirskiego był stałym towarzyszem Sobieskiego, a w trakcie elekcji 1674 r. propagował wśród szlachty jego kandydaturę na tron Rzeczypospolitej jako Piasta. Elektor Jana III Sobieskiego z województwa ruskiego w 1674 roku.  Poseł na sejm koronacyjny 1676 roku.
W 1677 r. zakupił od podkomorzego kaliskiego Stanisława Krzyckiego podwarszawską wieś Milanów, którą przekazał w użytkowanie Sobieskiemu (zgodnie z prawem Rzeczypospolitej król nie mógł nabywać dóbr ziemskich); to na jej terenie powstał następnie pałac wilanowski. Brał udział w wyprawie wiedeńskiej 1683 roku. W trakcie pierwszej bitwy pod Parkanami 7 października organizował ochronę zagrożonego monarchy. Był filarem stronnictwa regalistycznego, popierając na kolejnych sejmach plany króla w zakresie polityki zagranicznej i wewnętrznej.
Uczestniczył w zbrojnych wyprawach mołdawskich 1686 i 1691 r., których negatywne skutki dały się wkrótce odczuć w postaci wzmożonych najazdów tatarskich z Chanatu Krymskiego. Od 1689 do 1692 r. pełnił urząd podskarbiego koronnego, które otrzymał po Marcinie Zamoyskim, wyróżniając się wyjątkową uczciwością i sumiennością. Po rezygnacji z poprzedniego urzędu, został wojewodą ruskim po hetmanie Jabłonowskim. Od 1693 jego zdrowie ulegało pogorszeniu, dlatego w czasie bezkrólewia w 1696 roku nie odegrał większej roli. Po zerwanym sejmie konwokacyjnym 1696 roku przystąpił 28 września 1696 roku do konfederacji generalnej.
Zmarł 10 lutego 1697 roku w Jaworowie i został pochowany w ufundowanym przez siebie kościele w Warężu. Większość swego majątku zapisał synom Jana III Sobieskiego, a dobra rodowe otrzymał jego bratanek Marek, syn Aleksandra Ignacego Matczyńskiego.